# Isaac Kitts
Isaac Leonard Kitts (né le 15 janvier 1896 à Oswego, New York, et mort le 1er avril 1953 à Culver, Indiana) est un cavalier américain de dressage.

## Carrière
En 1932, avec American Lady, il remporte la médaille de bronze par équipe aux Jeux olympiques d'été de 1932 à Los Angeles ; en individuel, il finit 6e.
Lui et son cheval reviennent aux Jeux olympiques d'été de 1936 à Berlin. La sélection américaine termine neuvième et Kitts vingt-cinquième.